# بارق شفیعی
محمد حسن شفیعی مشهور به بارق شفیعی (۱۳۱۰–۱۳۹۵) شاعر، روزنامه‌نگار، فعال‌سیاسی و وزیر سابق اطلاعات و فرهنگ افغانستان است. بارق شفیعی در میان جامعه فرهنگی افغانستان به عنوان یکی از بنیان‌گذاران شعر نو در این کشور شناخته می‌شود.

## زندگی
بارق شفیعی در سال ۱۳۱۰ خورشیدی در کابل به دنیا آمد. او در رشته حقوق و علوم سیاسی از دانشگاه کابل فارغ‌التحصیل شد. بارق شفیعی عضو کمیته مرکزی حزب دموکراتیک افغانستان و مدیر مسئول اولین نشریه این حزب به نام جریده تابناک (خلق) بود. بارق شفیعی را می‌توان جزء شاعران سیاست مدار به‌شمار آورد که دارای مسولیت‌های مهم سیاسی در کشور افغانستان بود. او پس از کودتای ۷ ثور در کابینه محمد تره‌کی، رئیس‌جمهوری سابق افغانستان، به عنوان وزیر اطلاعات و فرهنگ کار کرد. همچنین در دوره‌هایی وزیر ترابری و همچنین مستشار کشور افغانستان در شوروی سابق نیز بود.
بارق شفیعی سال‌های آخر عمرش را در آلمان زیست و در روز شنبه ۲۳ بهمن ۱۳۹۵ در ۸۵ سالگی به علت بیماری در همان‌جا درگذشت.

## اشعار
بیشتر کارهای بارق شفیعی در زمینه شعر است که با انتشار کتاب «ستاک» در سال ۱۳۴۲ خورشیدی هواخواهان و دلبستگان خود را یافت. دومین دفتر شعری او «شهر حماسه» نام دارد که در سال ۱۳۵۸ به چاپ رسید. «دوران ساز»، سومین مجموعه شعری او است که در سال ۱۳۵۹خورشیدی به خط سریلیک در تاجیکستان به چاپ رسید و چهارمین اثر او به نام «میلاد انقلاب»، در سال ۱۳۶۶ خورشیدی منتشر شد.

## ترانه‌سرایی
از بارق شفیعی حدود ۴۰ ترانه بر جا مانده‌است. شماری از آهنگ‌های حفیظ خیال، سلیم سرمست، آرمان، احمدظاهر، ساربان، ناشناس، خانم ژیلا، محمد رفیع (آوازخوان هندی) و… بر مبنای همین ترانه‌ها ساخته شده‌اند. شیوهٔ کار شفیعی نشان می‌دهد که او از پنجاه سال پیش ترانه را بیان متفاوتی از شعر می‌دانسته‌است.